# Türksat
Türksat A.Ş. ist ein türkischer Satelliten- und Kabelnetzbetreiber und Name einer Reihe von türkischen Kommunikationssatelliten. Betreut wurden diese von Aérospatiale und der unter dem Namen der Satelliten auftretenden Firma Türksat Uydu Haberleşme Kablo TV ve İşletme A.Ş. (auf Deutsch: Türksat Satelliten Kommunikation Kabelfernsehen und Betrieb AG), häufig verkürzt zu Turksat A.S. 
Satelliten der neuen Generation ab 4A (ab 2014) werden ausschließlich von Turksat A.Ş. betreut. Zusätzlich zu den Satelliten, die die Bezeichnung Türksat tragen, nutzte der Betreiber auch den Satelliten Eutelsat 33A, der hierzu von der Position 33° Ost auf 31° Ost verlegt worden war.

## Verbreitete Programme
Die Satelliten der Turksat A.Ş. verbreiten primär türkischsprachige Hörfunk- und Fernsehprogramme. Als Kabelnetz- und Satellitenbetreiber in der Türkei wurde die Firma 2016 im Zuge des Ausnahmezustandes angewiesen, von den türkischen Behörden verbotene Sender nicht mehr zu bedienen.

## Satellitenflotte
| Satellit     | Startdatum (UTC)   | Trägerrakete     | Startplatz      | Satellitenbus                  | Startmasse | NSSDC ID  | Positionen       | Status    | Anmerkungen                     |
| ------------ | ------------------ | ---------------- | --------------- | ------------------------------ | ---------- | --------- | ---------------- | --------- | ------------------------------- |
| Türksat 1A   | 24. Januar 1994    | Ariane 44LP      | CSG ELA-2       | Spacebus-2000 (Aérospatiale)   | 1743 kg    | –         | –                | zerstört  | bei Fehlstart verloren gegangen |
| Türksat 1B   | 10. August 1994    | Ariane 44LP      | CSG ELA-2       | Spacebus-2000 (Aérospatiale)   | 1743 kg    | 1994-049B | 42° Ost, 31° Ost | inaktiv   |                                 |
| Türksat 1C   | 10. Juli 1996      | Ariane 44LP      | CSG ELA-2       | Spacebus-2000 (Aérospatiale)   | 1743 kg    | 1996-040B | 31° Ost, 42° Ost | inaktiv   |                                 |
| Türksat 2A   | 10. Januar 2001    | Ariane 44P       | CSG ELA-2       | Spacebus-3000B3 (Aérospatiale) | 3535 kg    | 2001-002A | 42° Ost          | inaktiv   | auch bekannt als Eurasiasat 1   |
| Eutelsat 31A | 27. September 2003 | Ariane 5G        | CSG ELA-3       | BSS-376HP (Boeing)             | 1530 kg    | 2003-043A | 31° Ost          | inaktiv   | geleaste Kapazitäten            |
| Türksat 3A   | 12. Juni 2008      | Ariane 5 ECA     | CSG ELA-3       | Spacebus-4000B2 (Aérospatiale) | 3110 kg    | 2008-030B | 42° Ost          | aktiv     |                                 |
| Türksat 4A   | 14. Februar 2014   | Proton-M/Bris-M  | Baikonur 81/24  | DS-2000 (Mitsubishi Electric)  | 4850 kg    | 2014-007A | 50° Ost, 42° Ost | aktiv     |                                 |
| Türksat 4B   | 16. Oktober 2015   | Proton-M/Bris-M  | Baikonur 200/39 | DS-2000 (Mitsubishi Electric)  | 4924 kg    | 2015-060A | 50° Ost          | aktiv     |                                 |
| Türksat 5A   | 8. Januar 2021     | Falcon 9 Block 5 | CCAFS SLC-40    | Eurostar 3000EOR (Airbus)      | 3500 kg    | 2021-001A | 31° Ost          | aktiv     |                                 |
| Türksat 5B   | 19. Dezember 2021  | Falcon 9 Block 5 | CCAFS SLC-40    | Eurostar 3000EOR (Airbus)      | 4500 kg    | 2021-126A | 42° Ost          | aktiv     |                                 |
| Türksat 6A   | 8. Juli 2024       | Falcon 9 Block 5 | CCSFS SLC-40    | (TAI)                          | 4250 kg    |           |                  | gestartet |                                 |

| 31°O |

| 42°O |

| 50°O |